# روبن فاين
روبن فاين Reuben Fine (ولد في 11 أكتوبر 1914 – ومات في 26 مارس 1993) كاتب ولاعب شطرنج أمريكي يحمل لقب أستاذ كبير.

## إنجازات
- فاز ببطولة الولايات المتحدة المفتوحة للشطرنج سبع مرات أعوام 1932، 1933، 1934، 1935، 1939، 1940، 1941.

## كتبه
- ألف عدة كتب عن الشطرنج منها: افتتاحيات الشطرنج الحديثة 1939، نهايات الشطرنج الأساسية 1941.

## روابط خارجية
- روبن فاين على موقع مباريات الشطرنج (الإنجليزية)
- روبن فاين على موقع 365Chess.com (الإنجليزية)
- روبن فاين على موقع Chesstempo.com (الإنجليزية)
- روبن فاين سجل أولمبياد الشطرنج على موقع OlimpBase.org (الإنجليزية)